# جهانغوشا نادري
جهانعوشا نادري (الفارسية: جهانگشای نادری) هو سجل تاريخي باللغة الفارسية عن الأحداث التي وقعت خلال عهد نادر شاه (حكم. 1736–1747 م)، الشاه الأفشاري (الملك) لإيران. ألفه ميرزا مهدي خان أسترابادي في خمسينيات القرن الثامن عشر، وهو مؤرخ بلاط نادر شاه والمؤرخ الرسمي للدولة. وهو من أهم السجلات عن حكم نادر شاه.
عنوان " جهانغوشاي نادري "، والذي كان يُقرأ في الأصل " تاريخ نادري "، هو إشارة إلى تاريخ عطا مالك الجويني لسلطنة مغول الهند، تاريخ جهانغوشاي. وعلى الرغم من ذلك، لا يوجد بين الكتابين الكثير من أوجه التشابه الوثيقة في أسلوبهما أو بنيتهما. ولم يكن أسترآبادي متأكدًا من كيفية تكريم نادر شاه بسبب النزاعات على الخلافة التي نشأت في إيران بعد وفاته. وقد أوضح سطر قصير في نهاية عدة طبعات من عمل أسترابادي أن نية المؤلف كانت توثيق أحداث حياة نادر شاه وليس معالجة الاضطرابات التي نشأت بعد وفاته. ويظهر في نهاية بعض إصدارات النص تكريم قصير لمحمد حسن خان قاجار، يعود تاريخه إلى عام 1758. إن غياب الاستمرارية في السلطة الأسرية في القرن الثامن عشر جعل من الصعب على مؤرخي البلاط في ذلك الوقت إحياء ذكرى الملوك من خلال المديح.
طوال الفترة القاجارية المبكرة، كانت العديد من تواريخ البلاط الفارسي تعتمد أسلوبيًا على جهانغوشا نادري. وتعتبر النسخ الحجرية العديدة لهذا الكتاب، والتي بدأت تظهر في منتصف القرن التاسع عشر، دليلًا على جاذبيته الدائمة في مختلف أنحاء آسيا والشرق الأوسط. وكان الكتاب أيضًا واحدًا من أقدم الكتب التاريخية الفارسية الحديثة المبكرة التي تُرجمت إلى لغة أوروبية نظرًا لصدوره في فترة بدأ فيها الأوروبيون يدركون أهمية إيران في السياسة الدولية. وقد ترجم المستشرق البريطاني وليام جونز هذا العمل إلى الفرنسية لصالح ملك الدنمارك كريستيان السابع ونشره سنة 1770م. وبعد بضع سنوات، أصبحت ترجمته متاحة باللغتين الألمانية والإنجليزية.
بدأت هيبة القاجاريين في التراجع تدريجيًّا بعد خسائرهم العسكرية أمام الإمبراطورية الروسية، التي سيطرت على الكثير من الأراضي الإيرانية في القوقاز وآسيا الوسطى. وقد أدت هذه النكسات إلى رغبة الإيرانيين في قصة نجاح، ويمكن ربطها بشكل مباشر بشعبية نادر شاه المستمرة، بل والمتزايدة، بين الإيرانيين، كما يتضح من أكثر من أربعة عشر طبعة منشورة من كتاب جهانغوشاي نادري.